# Richard Belcredi

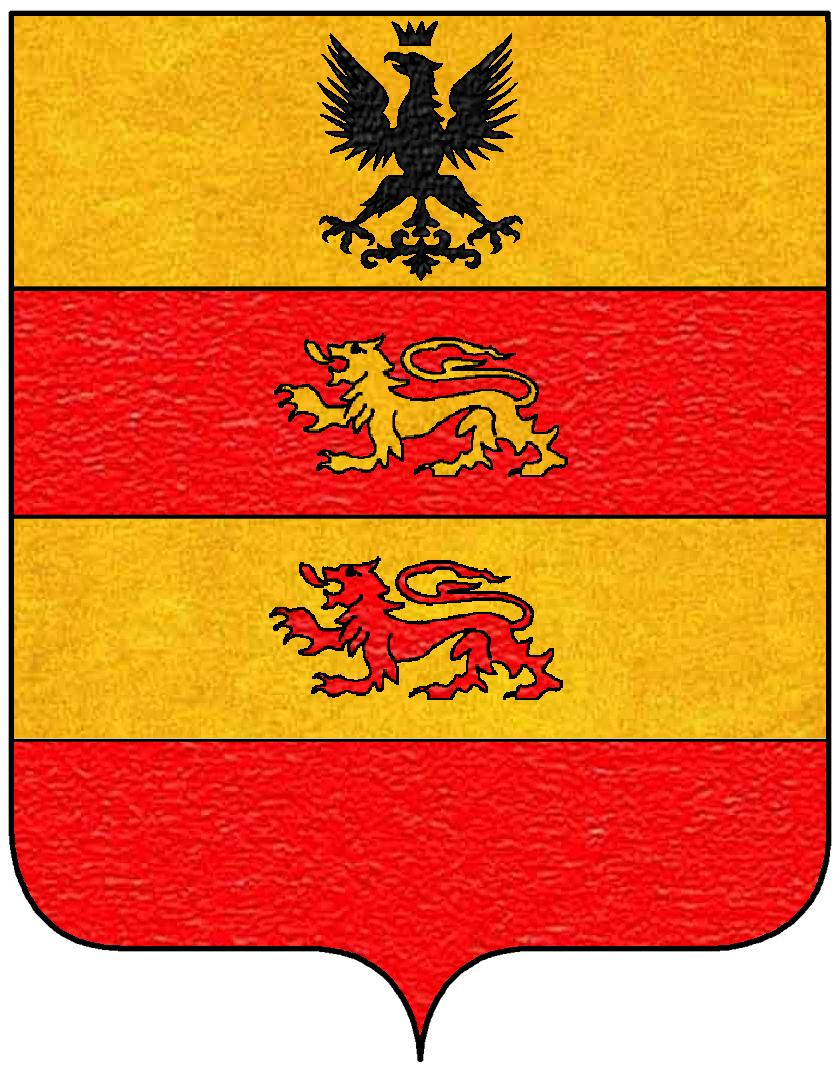
Stemma Belcredi

Richard Belcredi (Jimramov, 12 febbraio 1823 – Gmunden, 2 dicembre 1902) è stato un politico austriaco.

## Biografia
Richard Belcredi nacque il 12 febbraio 1823 a Jimramov, in Moravia da una famiglia di origini italiane che era stata nobilitata per merito dell'Impero Austriaco.
Intrapresa la carriera diplomatica, studiò legge a Praga ed a Vienna, divenendo dal 1854 Governatore Generale del distretto di Znojmo. Nel 1862 divenne Governatore Generale della Slesia per conto del governo austriaco. Dal 1864 divenne Consigliere Segreto dell'Imperatore e Governatore Generale di Boemia.
Nel febbraio del 1865, Richard Belcredi, venne nominato Primo Ministro dell'Impero Austriaco, indirizzando subito la propria attenzione sul gravissimo problema economico che gravava sulle spalle dell'Impero. Egli organizzò subito delle riunioni con i maggiori banchieri viennesi per trovare una soluzione a questo increscioso problema. Egli si dichiarava di inclinamento conservatore e come tale non trovò opposizione da parte di Francesco Giuseppe nella conduzione della sua politica. Egli riformò un nuovo governo che fosse adatto alle esigenze del nuovo stato, con una squadra forte degli ideali conservatori: il suo gabinetto era costituito da "i tre conti", ossia Mensdorff-Pouilly al ministero degli esteri, il conte Larisch-Mönich al ministero delle finanze, ed Esterhazy al ministero per l'Ungheria.
Dimessosi dalla carica di Primo Ministro nel 1867 per problemi di salute, si ritirò definitivamente a vita privata nel 1870 e morì a Gmunden il 2 dicembre 1902.